# Charles du Trieu de Terdonck
Le baron Charles du Trieu de Terdonck (Malines 2 septembre 1790 - 15 janvier 1861) est un savant horticulteur et sénateur belge.

## Biographie
Fils de Charles Maximilien du Trieu et d'Anne de Meester, il épousa en 1811 Barbe Pierets de Croonenburgh, fille du chevalier Pierre-André, médecin et maire de Malines. Il est notamment le beau-père de François de Cannart d'Hamale et du chevalier Emile de Knyff, ainsi que le grand-père d'Emmanuel Neeffs.
Vérificateur de l'Octroi départemental des Deux-Nèthes en 1814, il est référendaire au Conseil d'État de 1822 à 1830.
Après avoir été capitaine des grenadiers de la garde d'Anvers en 1812, puis commandant de celle de Malines en 1828, il est devenu cofondateur de la Société royale d'horticulture et d'agriculture de Malines en 1837.
Une huile très colorée sur panneau le montre, jeune homme, encombré d'une palette et de nombreux pinceaux.
La vente de son importante bibliothèque composée de manuscrits et de livres eut lieu à Malines en 1862.

## Mandats et fonctions
- Bourgmestre de Blaasveld (1816-1821)
- Bourgmestre de Heffen (1818-1821)
- Conseiller provincial d'Anvers (1819-1831)
- Membre de l'exécutif de la province d'Anvers (1821-1836)
- Conseiller provincial d'Anvers (1836-1838)
- Président du Comité de l'agriculture provinciale d'Anvers (1840-1861)
- Membre du conseil communal de Malines (1840-1861)
- Membre du Sénat belge (1848-1861)
- Vice-président du Conseil suprême de l'Agriculture et du Conseil supérieur de l'Agriculture (1859-1861)
- Président de la Société d'agriculture du Nord (1860-1861)
- Vice-président de la Société pour l'encouragement des Beaux-Arts à Malines.

## Publications
- « Un mot sur la proposition de frapper d'un droit de sortie... nos lins », Malines, 1843.
- « Dissertation sur les meilleurs moyens de fertiliser les landes de la Campine et des Ardennes, sous le triple point de vue de la création de forêts, de prairies et de terres arables » (ouvrage couronné par l'Académie des Sciences), Bruxelles, 1847.
- « Notice sur la vie et les ouvrages de Lucas Fayd'herbe », Malines, H. Dessain, 1858.